# Ángel de la sonrisa

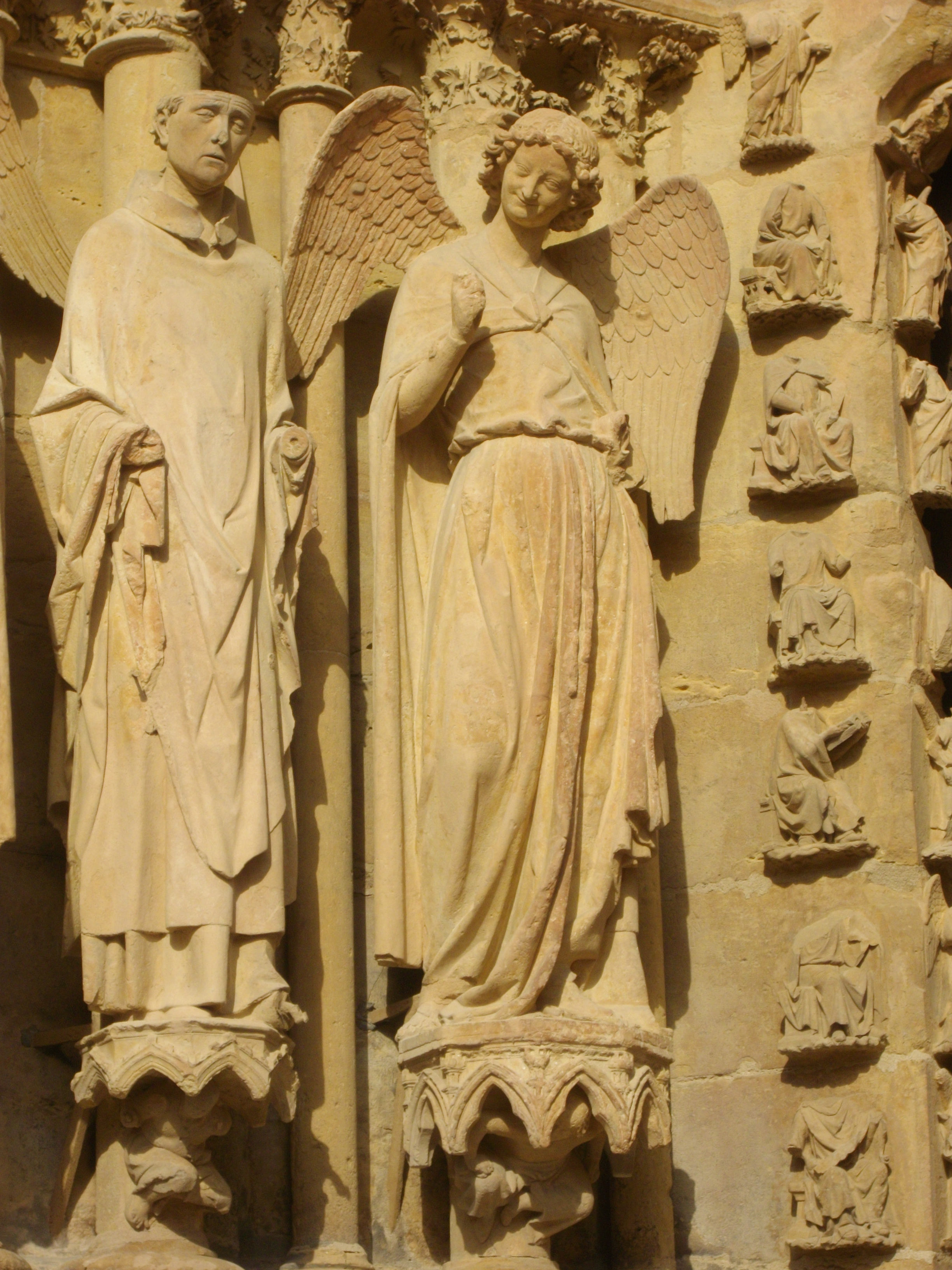
La estatua de L'Ange a Sourire, en la fachada oeste de la catedral de Reims.

El Ángel de la sonrisa (en francés: L'Ange au Sourire), también conocida como le Sourire de Reims (la sonrisa de Reims), es una estatua cuyo original fue tallado entre 1236 y 1245. Esta figura se encuentra en el pórtico norte de la fachada occidental de la catedral de Reims, en Francia. Su nombre en francés es una denominación dada durante la Primera Guerra Mundial. No hay autor conocido
Las estatuas de ángeles de la catedral de Reims fueron objeto de estudio por eruditos en la materia durante el siglo XIX y principios del siglo XX, por la afable sonrisa que presentaban. Eugène Viollet-le-Duc, por ejemplo, no estaba interesado en esta figura en concreto, sino en el conjunto todos los ángeles presentes en la catedral. Emile Male en su libro L’Art religieux au XIIIe siècle en France, publicado en 1898, indicaba que en Reims: 

saint Nicaise, le haut du crâne enlevé, marche avec une sérénité héroïque entre deux anges qui lui sourient
san Nicasio, ...., con una heroica serenidad entre dos ángeles que le sonríen.

Por su parte, André Michel en su obra enciclopédica Histoire de l’Art depuis les premiers temps chrétiens jusqu’à nos jours publicado en 1906, se muestra particularmente interesado en la sonrisa por sí misma 

« La cathédrale de Reims est par excellence la cathédrale des anges. Et de ceux de l’abside à celui de l’Annonciation, on peut suivre dans l’expression de plus en plus aiguë du sourire...»
La catedral de Reims es por excelencia la catedral de los ángeles. Y desde los del ábside hasta el de la Anunciación se puede seguir la expresión cada vez más viva de la sonrisa...

## Destrucción y reconstrucción

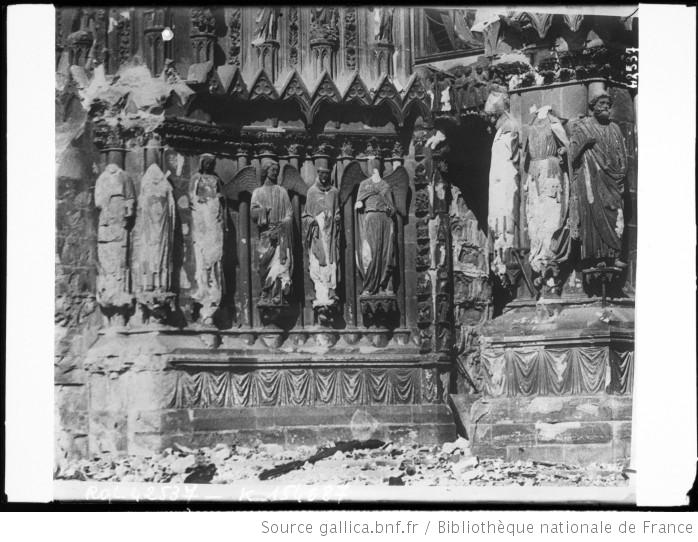
Estatuas de la catedral de Reims tras los bombardeos alemanes de 1914.

La estatua del ángel fue decapitada a raíz de un incendio provocado por un obús alemán en la catedral de Reims, durante la Primera Guerra Mundial el 19 de septiembre de 1914, y se fragmentó en varios trozos tras caer de una altura de cuatro metros y medio.
La cabeza fue recogida por el abad Thinot, el día después del incendio, y guardada en los sótanos del arzobispado de Reims hasta ser descubierta por el arquitecto Max Sainsaulieu el 30 de noviembre de 1915 y convertirse en icono para la propaganda francesa durante la guerra, como símbolo del ingenio francés y el patrimonio destruido por el ejército alemán.
Terminada la guerra, a partir de los fragmentos originales y de moldes conservados en el Museo de los Monumentos franceses (antiguo Palacio del Trocadero), la ya famosa escultura se restauró y se colocó de nuevo en su lugar 13 de febrero de 1926.